# Bantega
Bantega (en frison : Bantegea) est un village de la commune néerlandaise de De Fryske Marren, situé dans la province de Frise.

## Géographie
Le village se situe à l'extrémité sud de la commune et de la Frise et est limitrophe des provinces d'Overijssel et du Flevoland.

## Histoire
Bantega est un village de la commune de Lemsterland avant le 1er janvier 2014, où elle fusionne avec Gaasterlân-Sleat et Skarsterlân pour former la nouvelle commune de De Friese Meren, devenue De Fryske Marren en 2015.

## Démographie
Le 1er janvier 2018, le village comptait 650 habitants.

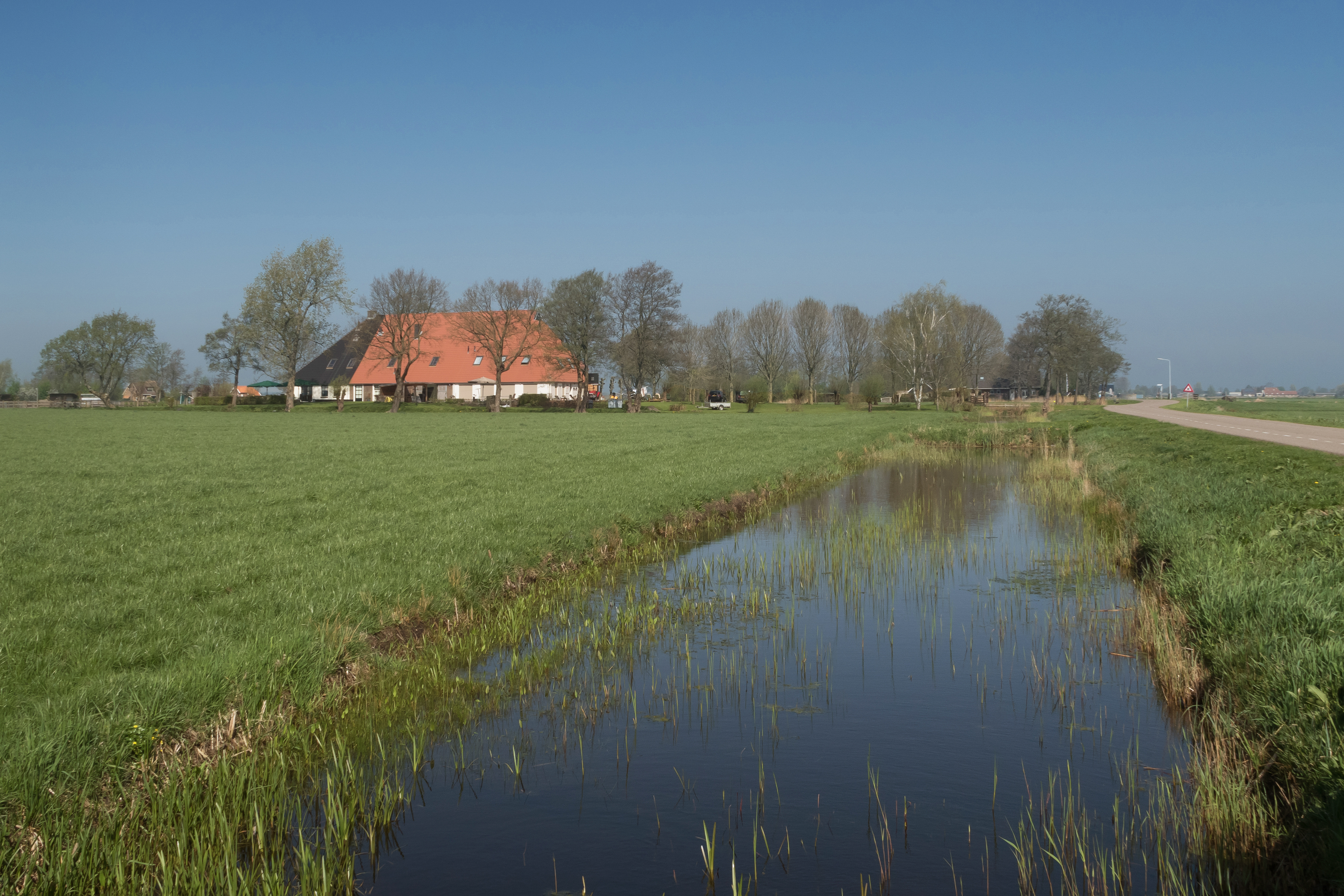
Bantega, une chambre d'hôte sur la Middenweg